# Caius Cassius Longinus (Kr. e. 171)
Caius Cassius Longinus (Kr. e. 2. század) római politikus, az előkelő, plebeius származású Cassia gens tagja. Rokoni kapcsolatai nem tisztázottak.
Kr. e. 173-ban a decemviri testület tagja lett, amely Liguria földjének felosztásáért felelt. Kr. e. 171-ben Publius Licinius Crassus társaként consul lett. Italia és Gallia Cisalpina földjét jelölték ki számára ellenőrzésre, ő azonban a harci dicsőség iránti vágytól sarkallva megpróbált beavatkozni a Makedónia ellen éppen folyó háborúba úgy, hogy Illyricumon keresztül elkezdett délkeletre menetelni. Balszerencséjére a senatus visszahívta önkényes hadjáratáról, ráadásul a következő évben a gallok, a carnusok, az istrusok és a iapydok követei azzal vádolták meg, hogy ellenségként kezelte őket a hadműveletek során. A senatus azonban kiállt az Aulus Hostilius Mancinus alatt legatusként Makedóniában harcoló Longinus mellett, mondván, hogy consuli rangú személyt a megkérdezése nélkül nem ítélhetnek el, főleg ha az állam számára teljesít szolgálatot.
Kr. e. 154-ben Marcus Valerius Messala kollégájaként Longinus a censori rangot is elérte. Egy általuk emeltetett színházat később a senatus Publius Scipio Nasica javaslatára lebontatott, mert az vélekedése szerint romboló hatással volt a közerkölcsre.
Longinus nagyon idős korában még az idősebb Cato ellen is mondott egy beszédet. Az erre adott válaszszónoklat még Gellius idejére is fennmaradt.